# Josef Lüke
Josef Lüke (* 13. März 1899; † 4. Oktober 1964 in Solingen) war ein deutscher Fußballspieler.

## Karriere

### Vereine
Lüke gehörte von 1920 bis 1926 der TuRU Düsseldorf an, für die er in den vom Westdeutschen Spiel-Verband organisierten Meisterschaften in seiner Premierensaison in der Kreisliga Düsseldorf im Gau Berg-Mark, danach im nicht in Kreisen unterteilten Gau Berg-Mark zum Einsatz kam. Am Saisonende 1922/23 gewann er mit seiner Mannschaft seinen ersten Titel, verlor jedoch das am 22. April 1923 in Essen mit 3:4 n. V. gegen Arminia Bielefeld verlorene
Finale um die Westdeutsche Meisterschaft.
In der Folgesaison wiederholte er die Meisterschaft im Gau Berg-Mark und belegte in der Endrunde um die Westdeutsche Meisterschaft den dritten Platz. Als Sieger des Finales in der Runde der Zweiten am 26. April 1925 mit dem 3:0-Sieg n. V. gegen Arminia Bielefeld nahm er an der Endrunde um die Deutsche Meisterschaft teil und bestritt das Achtel- und Viertelfinalspiel gegen den VfR Mannheim, das mit 4:1 gewonnen und gegen Hertha BSC mit 1:4 verloren wurde; dabei erzielte er insgesamt drei Tore. In seiner letzten Saison gewann er erneut die Bezirksmeisterschaft Berg-Mark und belegte in der Endrunde um die Westdeutsche Meisterschaft den vierten Platz.
Im Verlauf seiner Karriere spielte er anschließend noch für den Wuppertaler Stadtteilverein SSVg Barmen, den BV Opladen aus dem gleichnamigen Ort nahe Leverkusen und den Solinger Stadtteilverein VfR Ohligs.

### Nationalmannschaft
Am 10. Mai 1923 debütierte er im Hamburger Stadion Hoheluft beim torlosen Unentschieden gegen die Nationalmannschaft der Niederlande im Trikot der A-Nationalmannschaft. In seinem zweiten Länderspiel am 12. August 1923 verschoss er einen Strafstoß, so dass das Spiel in Dresden gegen die Nationalmannschaft Finnlands mit 1:2 verloren wurde.